# Rivière Saint-Félix
Pour les articles homonymes, voir Saint-Félix.
La rivière Saint-Félix est un affluent de la rive sud du lac Simon, coulant dans le canton de Vauquelin, dans le territoire de Val d’Or, dans la municipalité régionale de comté (MRC) de La Vallée-de-l'Or, dans la région administrative de l’Abitibi-Témiscamingue, au Québec, au Canada.
Cette rivière coule en territoire agricole et forestier selon les endroits. L’agriculture et la foresterie constituent les principales activités économiques de ce bassin versant. La surface de la rivière est habituellement gelée de la mi-décembre à la mi-avril.
La route 117 coupe le cours de la rivière en son milieu. Tandis que le chemin Chimo permet d’accéder à la rivière par le côté est.

## Géographie
La rivière Saint-Félix prend sa source à l’embouchure du lac Saint-Félix (longueur : 0,8 km ; largeur maximale : 0,6 km ; altitude : 315 m).
L’embouchure du lac Saint-Félix est situé à 3,4 km au sud-est de l’embouchure du lac Villebon lequel est traversé par la rivière Louvicourt, 15,5 km au sud-est du chemin de fer du Canadien National, à 42,9 km au sud du centre-ville de Senneterre, à 33,4 km à l'est du centre-ville de Val d’Or et à 3,3 km au sud de la confluence de la rivière Saint-Félix avec le lac Simon.
Les principaux bassins versants voisins de la rivière Saint-Félix sont :
- côté nord : lac Simon, rivière Louvicourt, lac Endormi ;
- côté est : rivière Villebon, lac Villebon, rivière Marquis, lac Guéguen ;
- côté sud : lac Louvicourt, ruisseau Vaillancourt ;
- côté ouest : rivière Louvicourt, rivière Marrias.

À partir de l’embouchure du lac Saint-Félix, la rivière Saint-Félix coule sur 4,5 km selon les segments suivants :
- 0,7 km vers l'est en traversant le lac Salvail (longueur : 0,4 km ; altitude : 315 m) sur 1,0 km, jusqu’à son embouchure ;
- 3,8 km vers le nord, jusqu'à la confluence de la rivière[1].

La rivière Saint-Félix se décharge sur la rive sud-ouest du lac Simon (longueur : 2,0 km ; altitude : 313 m). Ce lac est traversé par la rivière Villebon qui va se déverser sur la rive sud-est du lac Endormi ; ce dernier est formé par un élargissement de la rivière Louvicourt qui va se déverser dans le lac Tiblemont où débute la rivière Bell.
Cette confluence de la rivière Saint-Félix avec le lac Simon est située, à 0,8 km à l'ouest de la confluence de la rivière Villebon avec le lac Simon, à 6,3 km au sud de la confluence de la rivière Villebon avec le lac Endormi, à 1,2 km à l'est de la route 117, à 3,2 km au sud-est du centre du village de Louvicourt et à 34,5 km l'est du centre-ville de Val d’Or.

## Toponymie
Le toponyme rivière Saint-Félix a été choisi à une époque de grande ferveur chrétienne. La toponymie chrétienne est fort implantée dans la province de Québec.
Le toponyme rivière Saint-Félix a été officialisé le 21 décembre 1982 à la Commission de toponymie du Québec.